# Koskenkorva
La Koskenkorva, o Koskenkorva Viina, è una bevanda alcoolica finlandese, costituita da un distillato puro a cui sono aggiunti 3 grammi per litro di zucchero, e una quantità di acqua di sorgente tale da farne scendere la gradazione alcolica al 40%.
Originariamente la Koskenkorva era preparata con un distillato di patate, mentre oggigiorno è a base di orzo.
Nel finlandese colloquiale la Koskenkorva è anche conosciuta con il nome di kossu.